# Cyathopodium elegans
Cyathopodium elegans is een zachte koraalsoort uit de familie Clavulariidae. De wetenschappelijke naam van de soort werd in 1936 gepubliceerd door Elisabeth Deichmann.